# Capitolio del Estado de Oregón
El Capitolio del Estado de Oregón (en inglés Oregon State Capitol) es la sede de la asamblea legislativa estatal y las oficinas del gobernador, la secretaría de estado, y la tesorería del estado de Oregón. Ubicado en la capital estatal Salem, el edificio actual fue construido entre 1936 y 1938 y ampliado en 1977. Este es el sucesor de dos capitolios que se incendiaron en 1855 y 1935.

## Sedes anteriores

### Primer edificio (1854-1855) y Capitolio temporal (1859-1876)

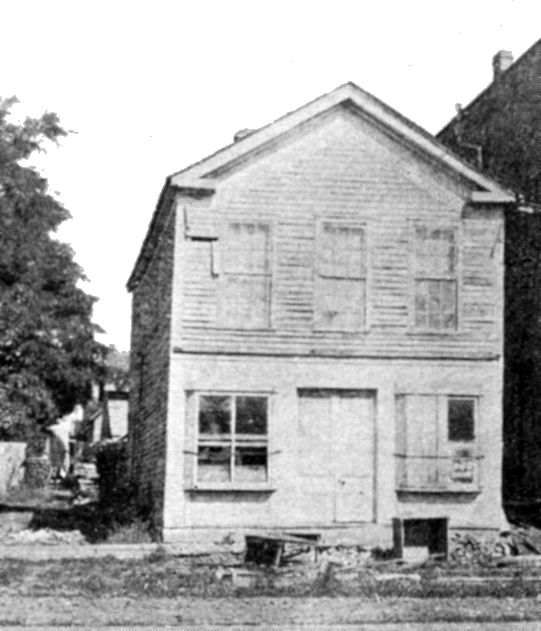
Edificio usado provisionalmente como capitolio en 1855.

El suelo urbanizado para su construcción fue Salem bloque 84, que fue vendido al estado para este fin por el pionero y fundador de Salem: William H. Willson. La construcción del edificio del capitolio comenzó en 1854, poco después de que el Congreso confirmase a Salem como la ciudad capital. Sin embargo, con el cambio de capital a Corvallis el próximo año, la construcción se detuvo temporalmente.
En la noche del 29 de diciembre de 1855, un incendio destruyó el primer edificio del Capitolio y muchos de los registros públicos del territorio. A partir de la esquina noreste inacabado de la estructura, aún no ocupada por el gobierno, el fuego, no fue descubierto hasta alrededor de 12:30a.m. Un edificio del centro, construcción de Nesmith (llamado más tarde el edificio de Holman), sirvió como capitolio temporal desde 1859 hasta 1876. El legislador se reunió en el segundo y tercer piso de ese edificio, que también albergaba las oficinas de otro estado.

### Segundo edificio (1876-1935)
Los planes para un nuevo edificio comenzó a tomar forma en 1872 cuando la legislatura estatal asignó $ 100,000 para un edificio del capitolio. Este capital en segundo lugar, construido entre 1873 y 1876, era una estructura de dos pisos con un nivel adicional primera que fue en parte subterráneas, el costo total fue de $ 325.000 La piedra angular para la construcción fue colocada el 5 de octubre de 1873, durante una ceremonia que incluyó un discurso del Gobernador Stephen F. Chadwick y la música de varias bandas. La construcción, en el mismo sitio que el edificio de 1855, se llevó a cabo en parte con el trabajo de los convictos de la Penitenciaría Estatal de Oregón. El edificio se incendió nuevamente en 1935.

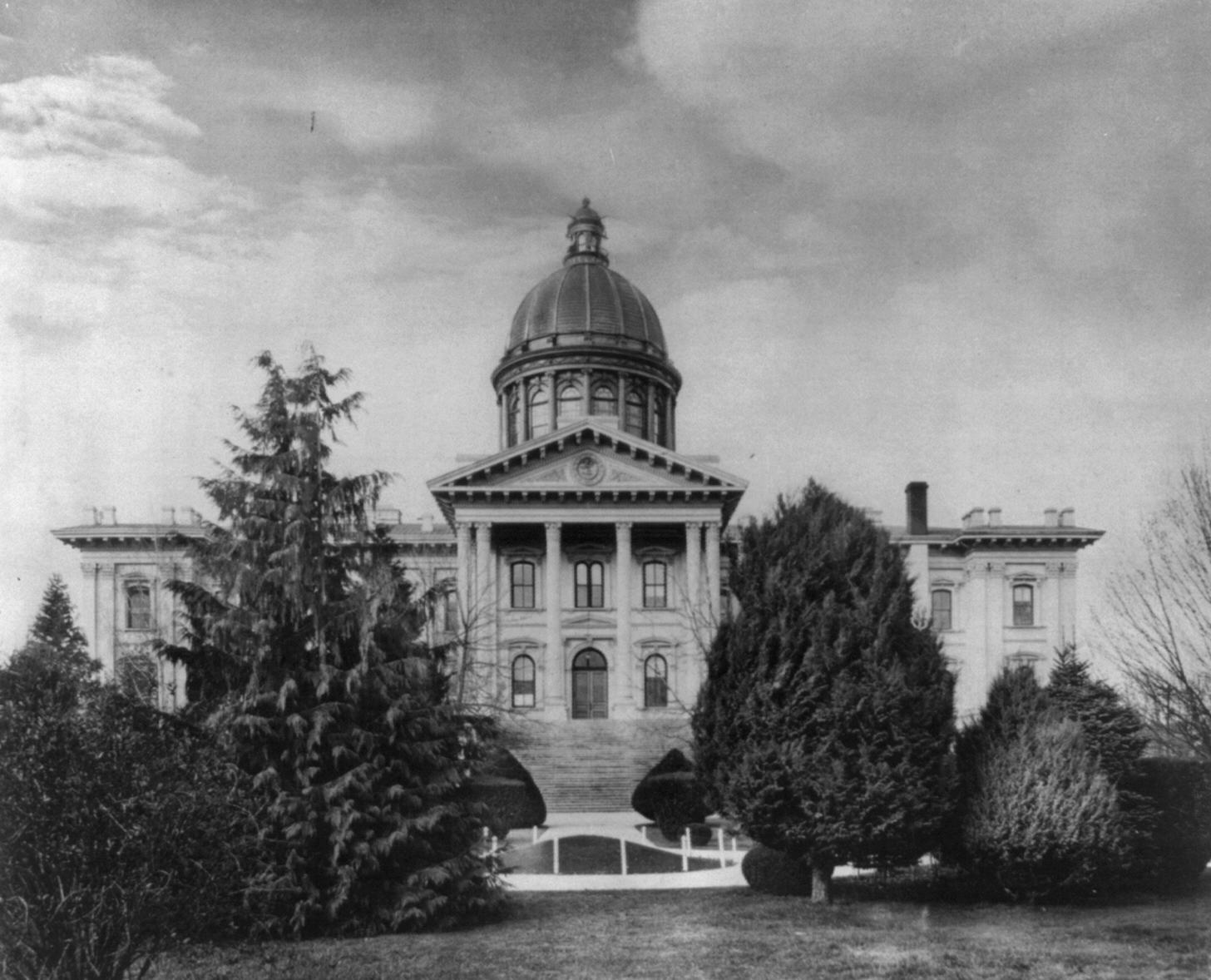
Segundo capitolio de Oregón en 1909.

### Tercer edificio (1936-actualidad)
La construcción del nuevo edificio se inició el 4 de diciembre de 1936. La capital del estado tercero fue completado en 1938 y es el cuarto más nuevo capitolio en los Estados Unidos. El diseño del nuevo edificio se desvió del diseño normal de los edificios del capitolio estatal. El diseño fue etiquetado como una combinación de sencillez y refinamiento neogriego de Egipto. En general, es de estilo art déco, y es uno de los tres congresos estatales en los Estados Unidos que se construyó en ese estilo arquitectónico. Fue diseñado por el estudio de arquitectura Trowbridge & Livingston.